# Caprice pour piano
Caprice pour piano is een compositie van Eyvind Alnæs uit 1906. Hij schreef het werk voor piano solo. Edition Wilhelm Hansen gaf het werk uit onder catalogusnummer 1182.
Het werk werd opgedragen aan Rolf Brandt-Rantzau, een Noors pianist.